# Scooby-Doo és Batman – A bátor és a vakmerő
A Scooby-Doo és Batman – A bátor és a vakmerő (eredeti cím: Scooby-Doo! & Batman: The Brave and the Bold) 2018-ban bemutatott amerikai 2D-s számítógépes animációs film, amelynek a rendezője Jake Castorena, a producerei Michael Jelenic, Sam Register, Benjamin Melniker, Michael Uslan, írói Paul Giacoppo és James Tucker, zeneszerzői Michael McCuistion, Lolita Ritmanis és Kristopher Carter. A film a Warner Bros. Animation, a DC Entertainment és a Hanna-Barbera Cartoons gyártásában készült, a Warner Bros. Home Entertainment forgalmazta. Műfaját tekintve filmvígjáték.
Amerikában 2018. január 9-én mutatták be DVD-n, Magyarországon 2018. január 31-én adta ki a ProVideo szintén DVD-n.
A film a Scooby-Doo-franchise és a Batman: A bátor és a vakmerő című rajzfilmsorozat crossovere.
Ez volt az utolsó hagyományos animációs Scooby-Doo film ambien Vass Gábor szinkronizálta Scooby-Doot.

## Cselekmény
A történetben a Rejtély Rt. összekevered pár nagyon veszélyes szuperbűnözővel, akiktől Batman menti meg őket. Az incidens után a csapat megpróbál segíteni a sötét lovagnak, aki egyik megoldatlan esetét bízza rájuk. Eközben azonban felbukkan egy új és titokzatos gonosztevő, a Köpeny, aki át akarja venni az irányítást Gotham City felett, de Batman és a nyomozócsapat szembeszáll vele.

## Szereplők
| Szereplő         | Eredeti hang             | Magyar hang      |
| ---------------- | ------------------------ | ---------------- |
| Scooby-Doo       | Frank Welker             | Vass Gábor       |
| Fred Jones       | Frank Welker             | Markovics Tamás  |
| Batman           | Diedrich Bader           | Varga Gábor      |
| Bozont Rogers    | Matthew Lillard          | Fekete Zoltán    |
| Diána Blake      | Grey DeLisle             | Hámori Eszter    |
| Fekete Kanári    | Grey DeLisle             | Tarr Judit       |
| Vilma Dinkley    | Kate Micucci             | Madarász Éva     |
| Kérdés           | Jeffrey Combs            | Tokaji Csaba     |
| Aquaman          | John DiMaggio            | Olt Tamás        |
| Köpeny           | John DiMaggio            | Bolla Róbert     |
| Marsbéli Vadász  | Nicholas Guest           | Maday Gábor      |
| Plasztik         | Tom Kenny                | Szűcs Péter Pál  |
| Pingvin          | Tom Kenny                | Bolla Róbert     |
| Csimpánz nyomozó | Kevin Michael Richardson | Vida Péter       |
| Agyagpofa        | Kevin Michael Richardson | Albert Péter     |
| Joker            | Jeff Bennett             | Mikula Sándor    |
| Macskanő         | Nika Futterman           | Törtei Tünde     |
| Rébusz           | John Michael Higgins     | Moser Károly     |
| Harley Quinn     | Tara Strong              | Lamboni Anna     |
| Méregcsók        | Tara Strong              | Papp Annamária   |
| Harvey Bullock   | Fred Tatasciore          | Borbiczki Ferenc |